# Gare du Pont de l'Alma
La gare du Pont de l'Alma - Musée du quai Branly - Jacques Chirac est une gare ferroviaire française de la ligne des Invalides, située dans le 7e arrondissement de Paris. Ouverte le 15 avril 1900 par la Compagnie des chemins de fer de l'Ouest, c'est aujourd'hui une gare de la Société nationale des chemins de fer français (SNCF). Après deux ans et demi de fermeture pour sa mise en accessibilité, la gare est de nouveau desservie par les trains de la ligne C du RER depuis le 15 septembre 2019.

## Situation ferroviaire
La gare du pont de l'Alma est située au nord du 7e arrondissement de Paris, sur la rive gauche de la Seine. Établie à 28,5 m d'altitude, elle se situe au point kilométrique (PK) 1,100 de la ligne des Invalides.

## Histoire
En 1889, la Compagnie des chemins de fer de l'Ouest met en service la ligne des Moulineaux, entre la gare de Paris-Saint-Lazare et la gare du Champ de Mars en suivant la rive gauche de la Seine depuis Asnières. Dès 1890, une pétition circule dans les quartiers de Paris et dans les communes de la banlieue ouest concernés afin de réclamer la suppression des passages à niveaux et l'extension de la ligne jusqu'aux Invalides. Seuls des pétitionnaires du quartier du Gros-Caillou, dans le 7e arrondissement, s'opposent à cette extension, arguant des nuisances qu'occasionneraient les travaux dans ce quartier résidentiel de la capitale.
Le 13 mai 1893, une convention est passée entre la compagnie et la Ville de Paris : cette dernière cède gratuitement les terrains nécessaires au prolongement et la compagnie s'engage à supprimer les passages à niveau du 15e arrondissement. Contrairement au souhait de la Ville qui réclamait une réalisation en tunnel, la ligne est construite en tranchée ouverte, et quatre nouvelles stations sont mises en service le 12 avril 1900, dont celle du pont de l'Alma. Toutes sont dotées sur le même modèle d'un bâtiment des voyageurs évoquant la forme d'une pagode chinoise, édifié par l'architecte Juste Lisch et dont seul subsiste au XXIe siècle celui de l'actuelle gare de Javel.
Entre la station de l'avenue de la Bourdonnais, et celle du pont de l'Alma, une dalle de béton recouvre les voies ; elle est finalement supprimée en 1902. En 1920, la station voisine de l'avenue de la Bourdonnais, trop proche, est désaffectée. En 1937, elle est démolie, et la ligne est définitivement recouverte d'une nouvelle dalle, entre le pont des Invalides et celui de Passy ; les bâtiments des voyageurs d'origine des deux gares sont alors détruits. L'actuel bâtiment est édifié en 1996.
En 2022, selon les estimations de la SNCF, la fréquentation annuelle de la gare est de 3 411 547 voyageurs.
Le site a été, entre 2016 et mi-2017, « exploité sous couvert d'une dérogation aux règles de sécurité incendie ». La gare fut fermée pour travaux de rénovation du 15 juillet 2017 au 14 septembre 2019 : il s'agissait, entre autres réaménagements (dont l'installation d'ascenseurs pour permettre l'accessibilité aux personnes à la mobilité réduite), de créer une issue de secours sur chaque quai.

## Service des voyageurs

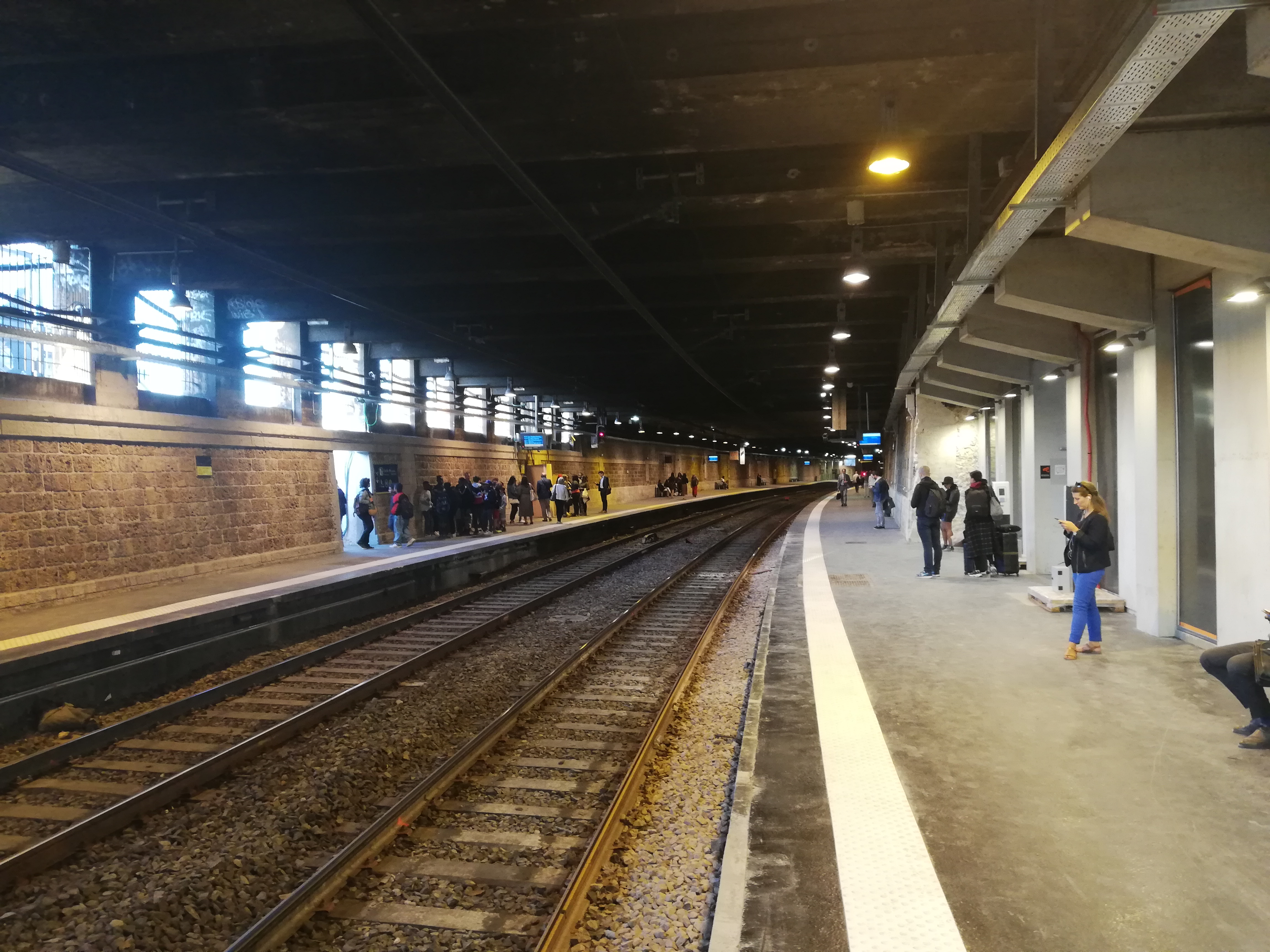
Vue générale de la gare souterraine en direction dInvalides.

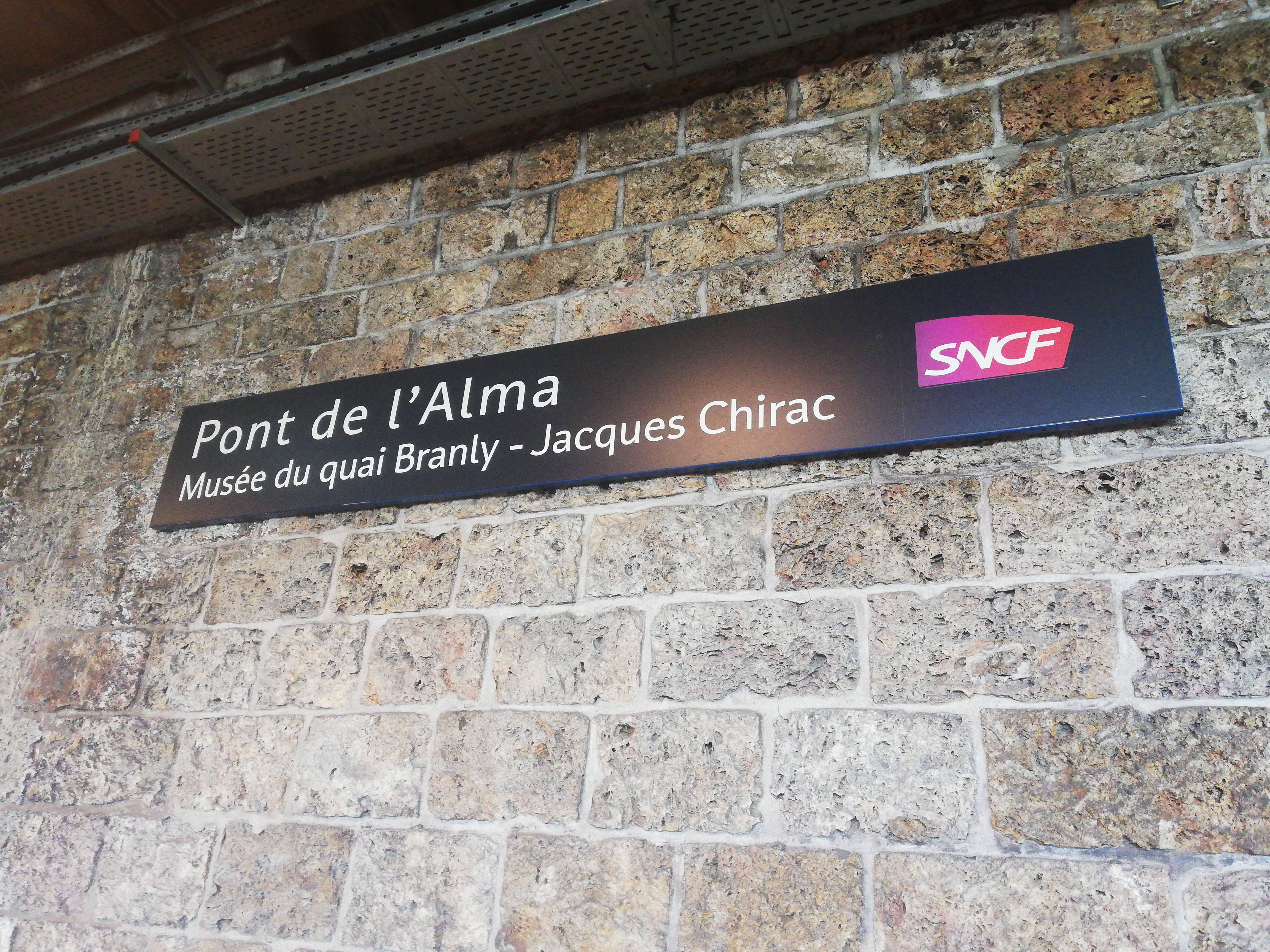
Plaque signalétique portant le nom de la gare (avril 2022).

### Accueil
En 2011, un guichet Transilien est ouvert tous les jours de 4 h 40 à 0 h 25. Il dispose de boucles magnétiques pour personnes malentendantes. Des automates Transilien et grandes lignes sont également disponibles.

### Desserte
En dehors de sa période de fermeture pour travaux en 2017-2019, la gare est desservie par l'essentiel des trains de la ligne C du RER. Située sur le tronçon central de la ligne, l'essentiel des trains y marquent l'arrêt, hormis quelques missions en direction du sud-ouest et ayant pour origine la gare des Invalides, soit à raison (par sens) de dix trains par heure en heures creuses, et de vingt-quatre trains par heure aux heures de pointe.

### Intermodalité
En traversant à pied le pont de l'Alma, il est possible d'emprunter la ligne 9 du métro à la station Alma - Marceau.
Par ailleurs, la station est desservie par les lignes 42, 63, 72, 80 et 92 du réseau de bus RATP.